# 胡鬧廚房
《胡鬧廚房》（中国大陆旧译、，台湾旧译）是一款由鬼镇游戏（Ghost Town Games）公司开发，Team17发行的烹饪模拟游戏。玩家通过多人合作或多角控制，控制多个游戏角色挑战各种厨房里的机关，在尽可能短的时间内完成客人的点单，烹饪菜品进行交付。於2016年发行Microsoft Windows、PlayStation 4、Xbox One三个平台版本，2017年发行Nintendo Switch版本。續作《胡鬧廚房2》於2018年推出。
胡鬧廚房发行后受到积极的评价，获得第13届英国游戏学院奖4项提名，最终获得最佳英国游戏和最佳家庭游戏奖。

## 游戏系统
在游戏中，玩家需要控制游戏角色，在尽可能短的时间内，接受订单后，完成全套烹饪过程，包括提取食材、切备、烹调、装碟、出菜、清洗回收餐碟（部分关卡回收的餐碟已清洗）。每轮游戏过程中，系统会不断提交订单，每张订单都有一个时限，如果能在限时结束前尽早送出菜肴的话， 则可以收到小费分数，小费分数随着订单完成的延迟而减少；如果在限时内无法完成订单，会记录相应扣分但不会取消订单，限时重新计算。玩家通过操纵角色相互合作来完成订单，赚取金币分数。每轮过程都有一个总限时，总限时结束后，本轮游戏结束，由系统结算金币分数、小费分数，和倒扣的没及时订单分数，根据游戏关卡难度给出1至3星的评价。
游戏中厨房会有各种机关试图阻碍角色的操作进度。食材提取区、切备区、煮制区、送菜窗口和餐具清洗区会被分开或者分隔到不同的地方，以至于角色需要在这些区之间花费时间移动或者相互传递。有些关卡，例如厨房设在道路中间，角色会被穿过厨房的行人阻碍；在汽车关卡，厨房分布在多部车之间，车辆会不断靠近或分离，导致玩家无法流畅地在厨房区间移动进行烹饪；在冰川关卡，厨房地面会非常光滑，而且存在致死区域，导致玩家脚滑落入致死区域而需要时间等待来重生；也有关卡出现老鼠来偷取食材，需要角色进行驱赶或夺回被抢食材。煮制区的食材烹饪超时的话，还会导致会蔓延的火灾，需要角色使用灭火器进行扑灭并清理烧坏的厨具。游戏原始版本设置了28个不同的厨房关卡，还有一个最终boss关卡。
游戏支持本地多人合作模式，允许最多四个玩家各自操纵一个角色完成关卡，或者进行对决来比拼完成的分数高低。同时游戏允许单人玩家切换操纵两个角色来完成游戏。游戏暂时没有在线多人模式的计划支持。

## 开发历程
《胡鬧廚房》由前边境开发的开发人员菲尔·邓肯（Phil Duncan）和奥利·德藤（Oli De-Vine）两人所组成的新公司鬼镇游戏（Ghost Town Games）公司所开发。在开发游戏时，两人就想要制作一部以合作为核心的游戏，认为其他游戏的多人模式只是在单人模式上增加需要合作的部分，例如只是单纯地提高单人游戏模式的难度，合作元素从一开始就是开发中自然而然的存在。
邓肯曾经在厨房工作的经验，是该游戏基本概念的来源，邓肯认为：“我认为厨房始终是一个很适合比喻合作性游戏的最佳例子，厨房十分需要团队合作、时间管理、空间意识，和相互呼喊来协调。”初始关卡一开始就被设计成需要一起分工合作，例如一些厨房设置了障碍物，如果只有一个角色操作的话需要花费更多时间去走动，但是如果再多一个玩家的话就可以通过分担工作来节约时间。他们发现试玩玩家会很快地尝试高效地管理厨房的角色，有时会陷入僵局但仍会慢慢尝试调整，根据玩家们的反馈，两人对游戏进行改进和添加更多元素。角色的动作只需要花足够时间就能完成动作，这样允许角色中途停下来去完成其他任务来提高效率。较高的游戏等级会提供更多的工作任务给玩家角色，从而避免角色在游戏回合中出现站着没活干的情况。游戏另一个特色就是设置了大量的机关阻碍，促使玩家需要沟通协调工作，这也是两人所期望的。为了使游戏更加简单和容易接受，使用了计分系统来代替生命值计算来作为成绩记录，避免给玩家因为很小的失误而造成压力；同时提供足够简单明确的步骤图标指示，方便玩家能立即判断哪些步骤已经完成。通过游戏测试数据，最终关被优化到在游戏娱乐性和挑战性之间取得足够的平衡。
由于该游戏只有两人开发，他们花费了大量时间进行游戏节目和游戏展览会上，用以收集玩家的反馈意见，从而对游戏及时修正改进。这些改进使游戏从专注于开发更多食谱点单，向更有趣的游戏方式演进，因为两人发现玩家反而在更复杂动态化的场景中表现更出色。
Team17于2016年5月宣布会协助其发布游戏， 将该游戏和Yooka-Laylee一起在E3 2016展出，从而使其得到广泛关注。
发布之后，游戏开始制作零售包，而两人也开始计划在2016年大部分时间用于开发零售包中的追加下载内容。计划发布的 Nintendo Switch版会包含现有版本并且增加应用了Switch的HD rumble特性的功能。

## 评价与奖项
《胡鬧廚房》在发行时获得普遍的积极评价，电讯的一篇评论认为，鑒於其合作模式的特点，“《胡鬧廚房》非常好，因为其十分喧闹、有趣，和具有富有挑战性的合作。”由于游戏非常注重合作性，朋友間遊玩會容易因为合作失误而出现差错，所以也被一些评论讽刺为“友尽神器”和“分手廚房”，形容玩家会因为游戏而失去友谊。
| 年份 | 奖项                                 | 分类                | 结果 | 参考          |
| ---- | ------------------------------------ | ------------------- | ---- | ------------- |
| 2016 | 独立游戏开发者协会（TIGA）游戏工业奖 | 最佳创意游戏        | 提名 | [ 20 ]        |
| 2016 | 独立游戏开发者协会（TIGA）游戏工业奖 | 最佳出道游戏奖      | 獲獎 | [ 20 ]        |
| 2016 | 独立游戏开发者协会（TIGA）游戏工业奖 | 小制作室最佳游戏    | 提名 | [ 20 ]        |
| 2016 | 2016年游戏奖                         | 最佳多人游戏        | 提名 | [ 21 ]        |
| 2016 | Giant Bomb2016年度游戏奖             | 最佳多人游戏        | 提名 | [ 22 ]        |
| 2016 | 独立游戏节                           | 谢默斯·麦克纳利大奖 | 提名 | [ 23 ]        |
| 2016 | 独立游戏节                           | 卓越设计奖          | 提名 | [ 23 ]        |
| 2016 | 第13届英国游戏学院奖                 | 最佳出道游戏奖      | 提名 | [ 24 ] [ 25 ] |
| 2016 | 第13届英国游戏学院奖                 | 最佳英国游戏奖      | 獲獎 | [ 24 ] [ 25 ] |
| 2016 | 第13届英国游戏学院奖                 | 最佳家庭游戏奖      | 獲獎 | [ 24 ] [ 25 ] |
| 2016 | 第13届英国游戏学院奖                 | 最佳多人游戏        | 提名 | [ 24 ] [ 25 ] |

## 续作
《胡鬧廚房 2》于2018年6月2日宣布，于2018年8月7日在Nintendo Switch、PlayStation 4、Xbox One平台上发布。该版本新增加本地网络多人模式，允许玩家通过本地局域网建立多人在线游戏。